# レレの青い空
「レレの青い空」（レレのあおいそら）は、2005年6月 - 7月に、NHKの音楽番組『みんなのうた』で放送された楽曲。作詞・作曲・編曲：キヨシ小林、歌：ウクレレおじさん。

## 概要
あるサラリーマンが楽器屋で見つけたウクレレを「レレ」と名付けて気に入り、その音色を聞くと悲しいことや辛いことを忘れさせて癒してくれると歌っている。時間の都合上、放送では2番と3番のAメロが省略された。
歌の「ウクレレおじさん」とはキヨシ小林のニックネーム。
映像はスソアキコがイラストを、クリーチャーズがアニメーションを担当した。放送期間中の2005年6月に、男性がマンホールから落下するシーンが、タコに吸い上げられるシーンにアニメーションが変更された。これは同年6月5日に京都市左京区で4歳の女児がマンホールに誤って転落し、水死した事故を受けての変更と思われる。